# Годзіковиці
Годзіковиці (пол. Godzikowice) — село в Польщі, у гміні Олава Олавського повіту Нижньосілезького воєводства.
Населення — 799 осіб (2011).
У 1975-1998 роках село належало до Вроцлавського воєводства.

## Демографія
Демографічна структура станом на 31 березня 2011 року:
|          | Загалом | Допрацездатний вік | Працездатний вік | Постпрацездатний вік |
| -------- | ------- | ------------------ | ---------------- | -------------------- |
| Чоловіки | 382     | 85                 | 263              | 34                   |
| Жінки    | 417     | 78                 | 249              | 90                   |
| Разом    | 799     | 163                | 512              | 124                  |